# Mentawai
Mentawai é um framework MVC web com o objetivo de ser simples e intuitivo, sem o uso de arquivos XML para a sua configuração.
O desenvolvimento web em Java estava ficando cada vez mais complexo, pois os programadores estavam gastando muito tempo em configurar arquivos XML e menos tempo em fazer o que realmente eles eram pagos para fazer, a aplicação. A quantidade excessiva de XML também traz outro problema: o aumento da curva de aprendizado. Para aprender a maioria dos outros frameworks web baseados em XML, o programador precisa praticamente aprender outra sintaxe proprietária e não padronizada.
O Mentawai procura resolver do melhor os problemas mais comuns que os programadores encontram para desenvolver aplicações web do modo mais simples possível. Por causa de sua simplicidade é considerado por muitas pessoas o framework web mais fácil de aprender. Em pouco tempo de estudo o iniciante já poderá desenvolver aplicações com bastante recursos.
O Mentawai usa a Pattern Action\Command. Cada ação tem uma entrada e uma saída. A execução de uma ação acarreta na geração de um resultado, que pode variar conforme a entrada. Cada resultado pode gerar um consequência diferente.